# Al Rayyan
Al-Rayyan (tiếng Ả Rập: الريان) là một đô thị của Qatar. Đội bóng đá Câu lạc bộ bóng đá Al-Rayyan chơi ở đây. Nó giáp với những đơn vị sau:
- Umm Salal - đông bắc
- Doha - đông
- Al Wakrah - đông nam
- Jariyan al Batnah - tây nam
- Al Jumaliyah - tây bắc